# 节节草 (鸭跖草科)
节节草（学名：Commelina diffusa）为鸭跖草科鸭跖草属下的植物，别名竹节菜、竹节花。其分布于亚热带、热带地区；台湾以及中国大陆的广西、广东、海南、西藏、云南、贵州等地。其生长于海拔200米至2100米的溪边、林中、灌丛中和潮湿的旷野。